# Joe Fournier
Joe Fournier (London, 1983. január 23. –) angol ökölvívó, üzletember.
Apja a világ egyik legkisebb területű országában, Monacóban született, és pilótaként dolgozott.
2023-ban a KSI elleni mérkőzése után tett szert nagyobb hírnévre. A botrányos meccsen eredetileg KSI kiütéssel győzött, ám később ezt kielemezték, és elvették KSI-tól a győzelmet.